# 大橋幸雄
大橋 幸雄（おおはし ゆきお、1927年（昭和2年）11月18日 - 2020年（平成18年）8月20日）は、日本の政治家。茨城県取手市長（2期）。

## 来歴
茨城県出身。1945年茨城県立取手園芸学校（現・茨城県立取手第一高等学校）卒。取手市議会議員を経て、茨城県議会議員に当選（自由民主党）。5期務め、県議会副議長を務めた。1995年取手市長に当選。1999年に再選。2003年に元取手市職員の塚本光男に敗れた。2020年に死去した。